# Neolophonotus milleri
Neolophonotus milleri là một loài ruồi trong họ Asilidae. Neolophonotus milleri được Londt miêu tả năm 1985. Loài này phân bố ở vùng nhiệt đới châu Phi.